# Nukazuke
Il nukazuke (糠漬け?) è un tipo di sottaceto giapponese, prodotto utilizzato nella loro cucina, prodotto fermentando le verdure in crusca di riso. Viene confuso con una pietanza simile, il takuan.

## Preparazione
Vengono utilizzate diverse verdure fra cui melanzana, ravanello giapponese (daikon), cavolo e cetriolo, mentre la crusca di riso viene inizialmente fatta arrostire, ed in seguito si aggiunge sale, kombu ed acqua. In alcune varianti si aggiungono miso o vino. Serviti alla fine del pasto, aiutano la digestione.